# Ghiacciaio Mollweide
Il ghiacciaio Mollweide è un ripido ghiacciaio lungo circa 2 km situato nella regione centro occidentale della Dipendenza di Ross, nell'Antartide orientale. Il ghiacciaio, il cui punto più alto si trova a circa 1400 m s.l.m., si trova in particolare nella regione nord-occidentale dei colli Denton, sulla costa di Scott, dove fluisce verso ovest, partendo dal versante occidentale del picco Datum e scorrendo parallelamente al ghiacciaio Gauss, sito poco più a sud, fino a unire il proprio flusso a quello del ghiacciaio Blue.

## Storia
Il ghiacciaio Mollweide è stato scoperto durante la Spedizione Discovery, condotta da 1901 al 1904 e comandata da Robert Falcon Scott, ma così battezzato solo nel 1993 dal Comitato neozelandese per i toponimi antartici, il quale ha nominato diverse formazioni geografiche in quest'area con nomi relativi alle scienze; il nome del ghiacciaio Mollweide deriva in particolare dalla proiezione di Mollweide, una proiezione cartografica utilizzata per le mappe geografiche, conosciuta anche come proiezione ellittica.